# The Astronaut's Wife
The Astronaut's Wife  är en amerikansk film från 1999.

## Handling
Spencer (Johnny Depp) och hans hustru Jillian (Charlize Theron) är det perfekta paret. När Spencer som är astronaut är ute på ett rutinuppdrag i rymden händer plötsligt något och NASA tappar kontakten med rymdkapseln i två minuter. Väl tillbaka på jorden framgår det att Spencer blivit ersatt av en rymdvarelse som bland annat gör Jillian gravid.

## Rollista (i urval)
- Johnny Depp - Commander Spencer Armacost
- Charlize Theron - Jillian Armacost
- Joe Morton - Sherman Reese, NASA Representative
- Clea DuVall - Nan
- Donna Murphy - Natalie Streck
- Nick Cassavetes - Capt. Alex Streck
- Samantha Eggar - Dr. Patraba